# Craticulina barbifera
Craticulina barbifera är en tvåvingeart som först beskrevs av Pandelle 1895.  Craticulina barbifera ingår i släktet Craticulina och familjen köttflugor.
Artens utbredningsområde är Frankrike. Inga underarter finns listade i Catalogue of Life.